# 하야시역
하야시역(일본어: 林駅)은 일본 도야마현 다카오카시에 위치한 서일본 여객철도 조하나 선의 철도역이다. 단선 승강장 1면 1선의 구조를 갖춘 지상역이다.

## 이용 현황
| 승차 인원 추이 | 승차 인원 추이 |
| 연도           | 1일 평균       |
| -------------- | -------------- |
| 2004           | 29             |
| 2005           | 31             |
| 2006           | 30             |
| 2007           | 24             |
| 2008           | 26             |
| 2009           | 27             |
| 2010           | 24             |
| 2011           | 20             |
| 2012           | 23             |
| 2013           | 27             |
| 2014           | 24             |

## 역 주변
- 시라야마 진자

## 역사
- 1956년 11월 19일 : 일본국유철도 조하나 선의 후타쓰카 - 도이데 구간에 신설 개업. 여객 영업만.
- 1987년 4월 1일 : 일본국유철도 분할 민영화에 의해, 서일본 여객철도가 승계.

## 인접 역
| 조하나 선              | 조하나 선   | 조하나 선          |
| ---------------------- | ----------- | ------------------ |
| 후타쓰카 다카오카 방면 | ■ 조하나 선 | 도이데 조하나 방면 |